# Eismitte

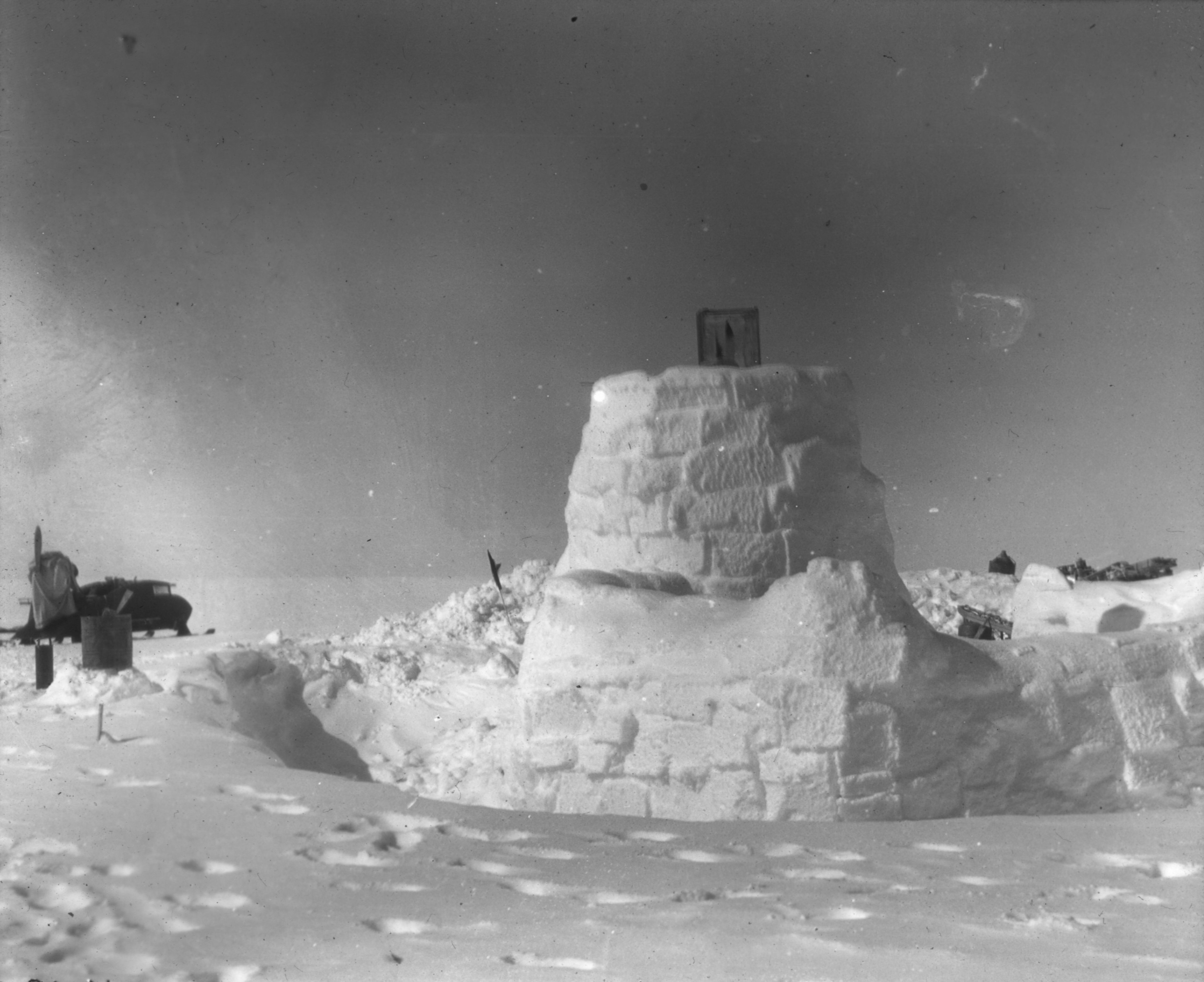
Nahaufnahme

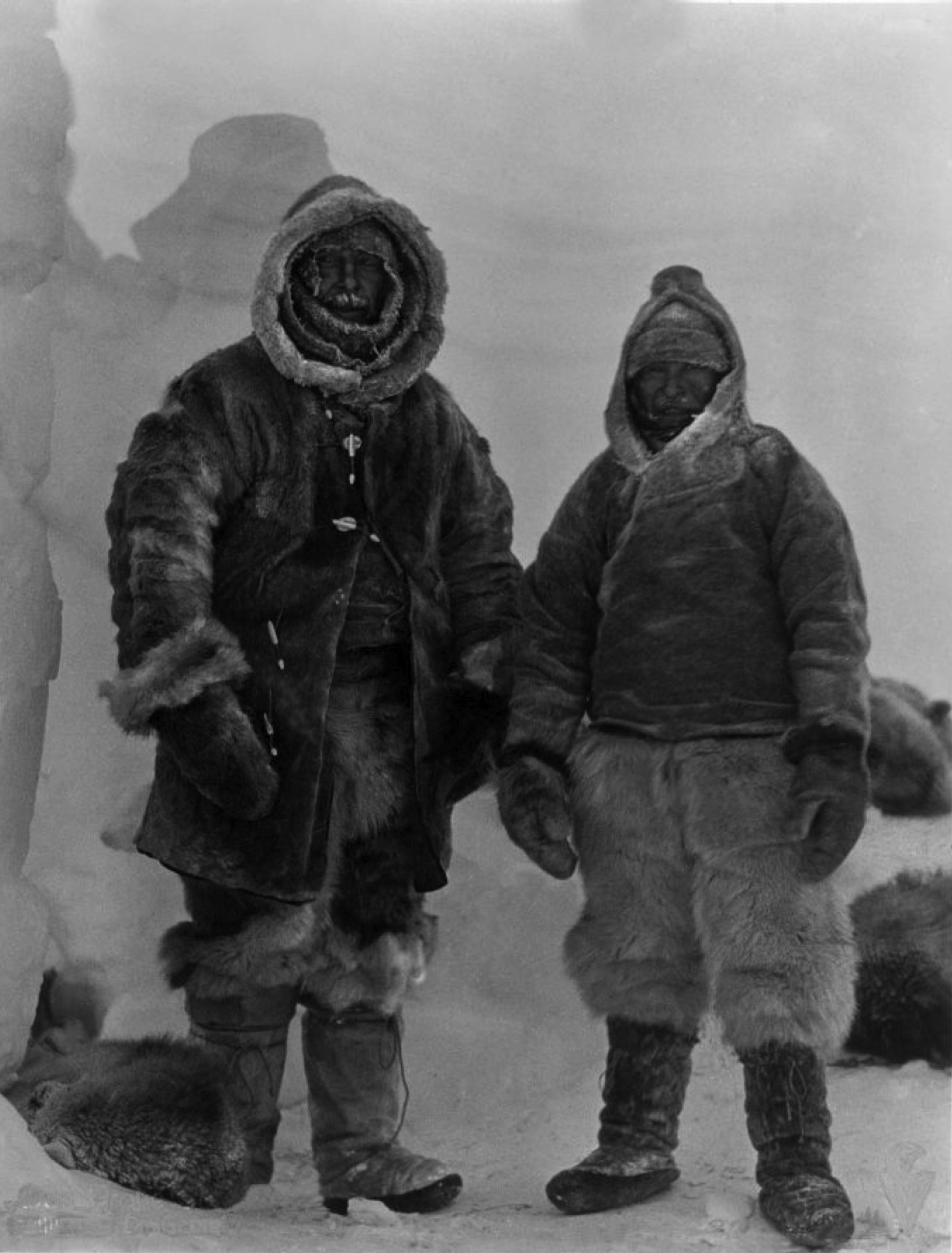
Vor dem Abmarsch von Eismitte: letztes Foto von Wegener (links) mit seinem grönländischen Begleiter Rasmus Villumsen

Eismitte war eine Überwinterungsstation der Grönlandexpedition Alfred Wegeners (Juli 1930 bis August 1931) im grönländischen Inlandeis.

## Lage
Die Koordinaten der in den Firn und das Eis eingegrabenen Station waren 71° 11′ Nord und 39° 56′ West, bei einer Höhe von 3010 Metern. Die Entfernung zur nächsten Küste betrug 402 km, die Entfernung zur heutigen Station Summit 164 km.
Bei der Station wurden vom 1. September 1930 bis zum 31. August 1931 Temperaturextrema zwischen −64,9 °C und −2,8 °C gemessen. Der kälteste Monat (Februar 1931) wies eine Durchschnittstemperatur von −47,2 °C auf, der wärmste (Juli 1931) −12,2 °C. Im gleichen Zeitraum wurde eine Niederschlagshöhe von 110 mm gemessen (der Großteil davon überraschenderweise im Winter). Auf der Breite der Station ist vom 13. Mai bis zum 30. Juli Mitternachtssonne, während vom 23. November bis zum 20. Januar Polarnacht herrscht.
Der Ort der Station fällt heute in das Gebiet des Nordost-Grönland-Nationalparks, etwas nördlich der Nordgrenze des Distrikts Ittoqqortoormiit, die hier entlang des Breitengrades 71° Nord verläuft.

## Geschichte
Der Meteorologe Johannes Georgi wurde von Wegener zum Leiter der Station Eismitte ernannt. Georgi machte die erste Schlittenreise nach Eismitte, um die Station aufzubauen und mit meteorologischen Messungen zu beginnen. Bedingt durch zeitliche Probleme und schwierige Wetterverhältnisse gelang es nur rudimentär, die Station mit drei Transporten ausreichend zu versorgen. Zusätzlich angetrieben durch eine Mitteilung von Georgi und Ernst Sorge, dass diese die Station ohne zusätzliche Lebensmittel und Brennstoffe aufgeben würden, machte sich Wegener mit dem Meteorologen Fritz Loewe und 13 Grönländern auf eine vierte und letzte Transportreise vor der Überwinterung. Diese Reise startete am 21. September. Wegen in diesem Jahr früh einsetzender Schneestürme musste der Transport aufgegeben werden. Die Grönländer kehrten bis auf Rasmus Villumsen heim. Das Ziel der Weiterreisenden bestand nur noch darin, Georgi und Sorge für die Überwinterung abzulösen. Wegener, Loewe und Villumsen erreichten unter Verbrauch aller Reserven Eismitte am 30. Oktober, wo Georgi und Sorge inzwischen entschieden hatten, doch eine Überwinterung zu wagen. Loewe waren an den letzten Reisetagen alle Zehen erfroren. Diese wurden von Georgi amputiert. Während Loewe in Eismitte verblieb, traten Wegener und Villumsen am 1. November die Rückreise an, die sie nicht überlebten.
Unter äußerst harten Bedingungen wurden während der gesamten Überwinterung Beobachtungen durchgeführt. Georgi war verantwortlich für meteorologische Messungen und Sorge für die glaziologische Untersuchung des Eises selbst. Dazu grub er einen 16 Meter tiefen Schacht und führte die ersten Dichte- und Temperaturprofilmessungen im Grönländischen Inlandeis durch. Die Bedeutung dieser Pionierleistung der Glaziologie wurde erst Jahrzehnte später erkannt, als Profilmessungen für die Erforschung von Klimaveränderungen wichtig wurden. Loewe musste während der sechs Monate dauernden Überwinterung in der Firnhöhle der Station im Schlafsack ausharren und konnte die beiden bei der wissenschaftlichen Arbeit nicht unterstützen.
Am 7. Mai erreichte erstmals ein Propellerschlitten Eismitte, der den immer noch gesundheitlich angeschlagenen Loewe in nur zwei Tagen in die Weststation brachte. Am gleichen Tag traf auch ein Hundegespann ein. Georgi sorgte dafür, dass die Messungen weitergeführt wurden, um ein komplettes Beobachtungsjahr zu erhalten und besetzte die Station dafür bis zu 10 Wochen alleine. Seine Erlebnisse in Eismitte hielt er im Buch Im Eis vergraben. Erlebnisse auf Station Eismitte der letzten Grönland-Expedition Alfred Wegeners fest.